# HL Tau 76
HL Tau 76 è una nana bianca variabile del tipo DAV (o ZZ Ceti) situata nella costellazione del Toro. 
Fu scoperta da Guillermo Haro e Willem Luyten nel 1961; la sua variabilità venne individuata da Arlo U. Landolt nel 1968, il quale scoprì che la stella oscillava in luminosità con un periodo di 749,5 secondi cioè 12,5 minuti. Come per altre nane del tipo DAV, la sua variabilità deriva da onde gravitazionali che si propagano dall'interno della stella non radialmente. Osservazioni successive hanno però mostrato che HL Tau 76 pulsi con oltre 40 modi vibrazionali indipendenti, con periodi compresi tra 380 e 1390 secondi.